# Rhipidura threnothorax
Rhipidura threnothorax е вид птица от семейство Rhipiduridae.

## Разпространение
Видът е разпространен в Индонезия и Папуа Нова Гвинея.